# Thepchaiya Un-Nooh
Thepchaiya Un-Nooh (Bangkok, 18 aprile 1985) è un giocatore di snooker thailandese.

## Carriera
Thepchaiya Un-Nooh è diventato professionista nel 2009 a 24 anni. Il 12 settembre 2015 vinse il Six-Red World Championship contro Liang Wenbó e, sempre nella stagione 2015-2016 raggiunse le semifinali all'International Championship e i quarti al World Grand Prix. Nel 2019 Un-Nooh vinse il suo Titolo Ranking (Shoot-Out) e il primo Non-Ranking (Haining Open). Pochi giorni dopo il successo ad Haining si riconfermò in finale al World Open perdendo poi 10-5 contro Judd Trump.

## Ranking[8]
| Stagione  | Ranking iniziale | Ranking finale |
| --------- | ---------------- | -------------- |
| 2009-2010 | Non classificato | 77             |
| 2012-2013 | Non classificato | 69             |
| 2013-2014 | 68               | 57             |
| 2014-2015 | 59               | 49             |
| 2015-2016 | 49               | 33             |
| 2016-2017 | 33               | 42             |
| 2017-2018 | 42               | 56             |
| 2018-2019 | 56               | 37             |
| 2019-2020 | 37               | 20             |
| 2020-2021 | 20               | 19             |
| 2021-2022 | 19               |                |

### Maximum breaks: 3[9]
| N° | Anno | Competizione                  | Avversario    | Note          |
| -- | ---- | ----------------------------- | ------------- | ------------- |
| 1  | 2016 | Paul Hunter Classic           | Kurt Maflin   | [ 10 ]        |
| 2  | 2018 | English Open                  | Soheil Vahedi | [ 11 ]        |
| 3  | 2021 | German Masters Qualificazioni | Fan Zhengyi   | [ 12 ] [ 13 ] |

## Tornei vinti

### Titoli Non-Ranking: 1
| Titoli Ranking | Titoli Ranking | Titoli Ranking | Titoli Ranking |
| -------------- | -------------- | -------------- | -------------- |
| Competizione   | Anno           | Avversario     | Note           |
| Shoot-Out      | 2019           | Michael Holt   | [ 5 ]          |

| Titoli Non-Ranking | Titoli Non-Ranking | Titoli Non-Ranking | Titoli Non-Ranking |
| ------------------ | ------------------ | ------------------ | ------------------ |
| Competizione       | Anno               | Avversario         | Note               |
| Haining Open       | 2019               | Li Hang            | [ 6 ]              |

| Tornei varianti            | Tornei varianti | Tornei varianti | Tornei varianti |
| -------------------------- | --------------- | --------------- | --------------- |
| Competizione               | Anno            | Avversario      | Note            |
| Six-Red World Championship | 2015            | Liang Wenbó     | [ 2 ]           |

## Finali perse

### Titoli Ranking: 1
| Titoli Ranking | Titoli Ranking | Titoli Ranking | Titoli Ranking |
| -------------- | -------------- | -------------- | -------------- |
| Competizione   | Anno           | Avversario     | Note           |
| World Open     | 2019           | Judd Trump     | [ 7 ]          |

| Tornei varianti            | Tornei varianti | Tornei varianti | Tornei varianti |
| -------------------------- | --------------- | --------------- | --------------- |
| Competizione               | Anno            | Avversario      | Note            |
| Six-Red World Championship | 2017            | Mark Williams   | [ 14 ]          |

- Asian Tour: 1 (Xuxhou Open 2015)